# Otok Tijat
Otok Tijat är en ö i Kroatien.   Den ligger i länet Šibenik-Knins län, i den södra delen av landet, 230 km söder om huvudstaden Zagreb. Arean är 3,0 kvadratkilometer.
Terrängen på Otok Tijat är platt. Öns högsta punkt är 100 meter över havet. Den sträcker sig 3,1 kilometer i nord-sydlig riktning, och 2,5 kilometer i öst-västlig riktning.